# Breznitsa
Breznitsa (bulgariska: Брезница) är ett distrikt i Bulgarien.   Det ligger i kommunen Obsjtina Gotse Deltjev och regionen Blagoevgrad, i den sydvästra delen av landet, 120 km söder om huvudstaden Sofia.
Omgivningarna runt Breznitsa är en mosaik av jordbruksmark och naturlig växtlighet. Runt Breznitsa är det ganska glesbefolkat, med 50 invånare per kvadratkilometer.